# Voie des polyols
 (mai 2023).
La mise en forme du texte ne suit pas les recommandations de Wikipédia : il faut le « wikifier ».
Les points d'amélioration suivants sont les cas les plus fréquents :
- Les titres sont pré-formatés par le logiciel. Ils ne sont ni en capitales, ni en gras.
- Le texte ne doit pas être écrit en capitales (les noms de famille non plus), ni en gras, ni en italique, ni en « petit »…
- Le gras n'est utilisé que pour surligner le titre de l'article dans l'introduction, une seule fois.
- L'italique est rarement utilisé : mots en langue étrangère, titres d'œuvres, noms de bateaux, etc.
- Les citations ne sont pas en italique mais en corps de texte normal. Elles sont entourées par des guillemets français : « et ».
- Les listes à puces sont à éviter, des paragraphes rédigés étant largement préférés. Les tableaux sont à réserver à la présentation de données structurées (résultats, etc.).
- Les appels de note de bas de page (petits chiffres en exposant, introduits par l'outil «  Source ») sont à placer entre la fin de phrase et le point final[comme ça].
- Les liens internes (vers d'autres articles de Wikipédia) sont à choisir avec parcimonie. Créez des liens vers des articles approfondissant le sujet. Les termes génériques sans rapport avec le sujet sont à éviter, ainsi que les répétitions de liens vers un même terme.
- Les liens externes sont à placer uniquement dans une section « Liens externes », à la fin de l'article. Ces liens sont à choisir avec parcimonie suivant les règles définies. Si un lien sert de source à l'article, son insertion dans le texte est à faire par les notes de bas de page.
- La présentation des références doit suivre les conventions bibliographiques. Il est recommandé d'utiliser les modèles {{Ouvrage}}, {{Chapitre}}, {{Article}}, {{Lien web}} et/ou {{Bibliographie}}. Le mode d'édition visuel peut mettre en forme automatiquement les références.
- Insérer une infobox (cadre d'informations à droite) n'est pas obligatoire pour parachever la mise en page.

Pour une aide détaillée, merci de consulter Aide:Wikification.
Si vous pensez que ces points ont été résolus, vous pouvez retirer ce bandeau et améliorer la mise en forme d'un autre article.
 (mai 2023).
La voie des polyols est un processus en deux étapes qui convertit le glucose en fructose. Dans cette voie, le glucose est réduit en sorbitol, qui est ensuite oxydé en fructose. Elle est également appelée voie de la sorbitol-aldose réductase. Cette voie est impliquée dans les complications du diabète, notamment dans les lésions microvasculaires de la rétine des reins et des nerfs.
Le sorbitol ne peut pas traverser les membranes cellulaires et, lorsqu'il s'accumule, provoque un stress osmotique sur les cellules en attirant l'eau dans les tissus non dépendants à l'insuline.

## Voie

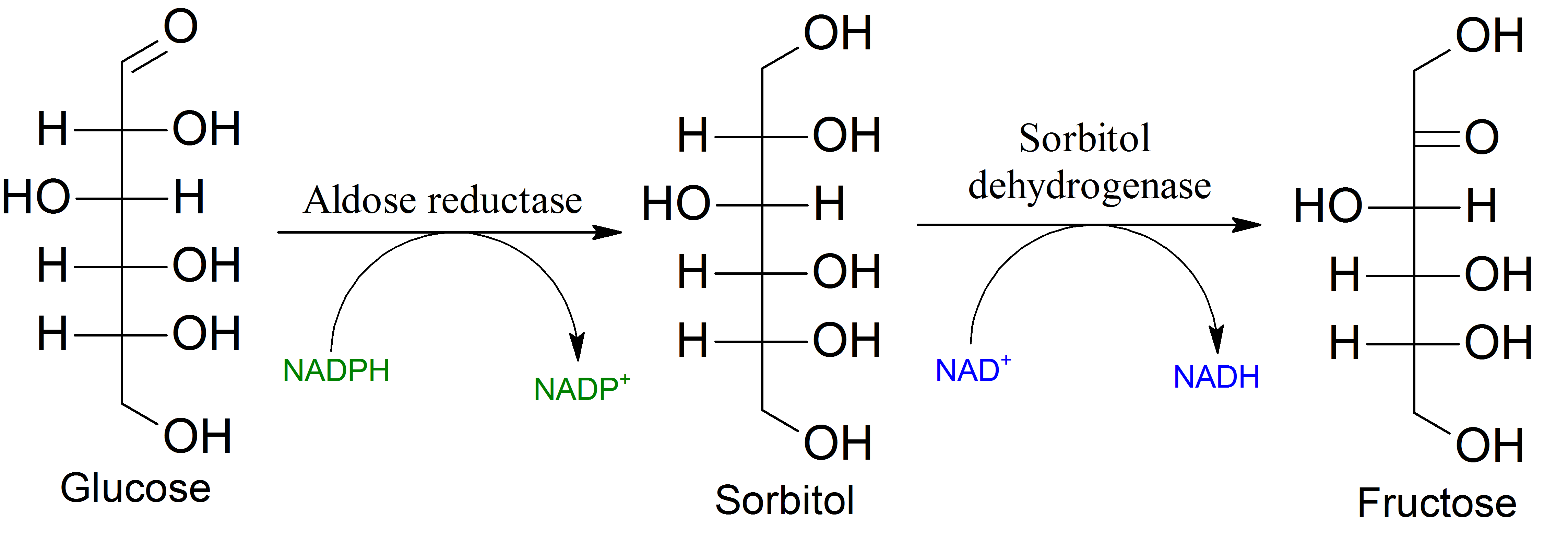
La voie métabolique des polyols.

Les cellules utilisent le glucose comme source d'énergie. Cela se produit normalement par phosphorylation à partir de l'enzyme hexokinase. Cependant, en présence de grandes quantités de glucose (comme dans le diabète sucré), l'hexokinase devient saturée et l'excès de glucose entre dans la voie des polyols où l'aldose réductase le réduit en sorbitol. Cette réaction oxyde le NADPH en NADP+. La sorbitol déshydrogénase peut alors oxyder le sorbitol en fructose, ce qui produit du NADH à partir du NAD+. L'hexokinase peut renvoyer la molécule dans la voie de la glycolyse en phosphorylant le fructose pour former du fructose-6-phosphate. Cependant, chez les diabétiques non contrôlés qui ont une glycémie élevée — qui dépasse la capacité de la voie de la glycolyse —, le bilan de masse des réactions favorise finalement la production de sorbitol.
L'activation de la voie des polyols entraîne une diminution du NADPH réduit et du NAD+ oxydé ; ce sont des cofacteurs nécessaires dans les réactions redox dans tout le corps et, dans des conditions normales, ils ne sont « pas » interchangeables. La diminution de la concentration de ces NADPH entraîne une diminution de la synthèse de glutathion réduit, d'oxyde nitrique, du myo-inositol et de taurine. Le myo-inositol est notamment nécessaire au fonctionnement normal des nerfs. Le sorbitol peut également entraîner la glycation des azotes sur les protéines, telles que le collagène, et les produits de ces glycations sont appelés « AGE » ou « produits finaux de glycation avancée ». On pense que les AGE sont à l'origine de maladies dans le corps humain, dont un effet est médié par le RAGE (récepteur des produits finaux de la glycation avancée) et les réponses inflammatoires induites qui en suivent. On les retrouve dans les tests d'hémoglobine A1C effectués sur des diabétiques connus pour évaluer leurs niveaux de contrôle de la glycémie.

## Pathologie
Bien que la plupart des cellules aient besoin de l'action de l'insuline pour que le glucose pénètre dans la cellule, les cellules de la rétine, des reins et des tissus nerveux sont indépendantes de l'insuline, de sorte que le glucose traverse librement la membrane cellulaire, sans tenir compte de l'action de l'insuline. Les cellules utilisent normalement le glucose comme source d'énergie et tout glucose non utilisé comme source d'énergie entre dans la voie des polyols. Lorsque la glycémie est normale (environ 100 mg/dL ou 5,5 mmol/L), cet échange ne pose aucun problème, car l'aldose réductase a une faible affinité pour le glucose dans des concentrations normales.
Dans un état hyperglycémique, l'affinité de l'aldose réductase pour le glucose augmente, ce qui entraîne une force accumulation du sorbitol et une consommation beaucoup plus importante du NADPH, ce qui laisse moins de NADPH pour d'autres processus du métabolisme cellulaire. Ce changement d'affinité est ce que l'on entend par l'activation de la voie. La quantité du sorbitol qui s'accumule peut toutefois ne pas être suffisante pour provoquer un afflux osmotique d'eau.
Le NADPH favorise la production d'oxyde nitrique et la réduction du glutathion, et sa carence entraînera une carence en glutathion. Une carence en glutathion, congénitale ou acquise, peut entraîner une hémolyse causée par le stress oxydatif. L'oxyde nitrique est l'un des principaux vasodilatateurs des vaisseaux sanguins. Par conséquent, le NADPH empêche les espèces réactives de l'oxygène de s'accumuler et d'endommager les cellules.
L'activation excessive de la voie des polyols augmente les concentrations intracellulaires et extracellulaires du sorbitol, les concentrations d'espèces réactives de l'oxygène et diminue les concentrations d'oxyde nitrique et de glutathion. Chacun de ces déséquilibres peut endommager les cellules ; dans le cas du diabète, plusieurs effets se conjuguent. Il n'a pas été établi de manière concluante que l'activation de la voie des polyols endommage les systèmes microvasculaires.